# Lac Croche (Sainte-Thècle)
Pour l’article homonyme, voir Croche.
Ne pas confondre avec le lac Bouton, situé dans le Canton Lejeune à Sainte-Thècle, dont l'ancienne appellation était "lac Croche".
Le lac Croche est situé à Sainte-Thècle, dans la municipalité régionale de comté (MRC) de Mékinac, en la région administrative de la Mauricie, au Québec, Canada.
Dès le début de la colonisation de Sainte-Thècle (à partir de 1867), le territoire autour du lac a été exploité pour la foresterie et l'agriculture. Dès le milieu du XXe siècle, la villégiature s'est développée intensément. De nos jours, un ensemble d'attraits récréotouristiques du lac en font sa renommée. Plusieurs chalets sont devenus des résidences permanentes.

## Toponymie
La Banque des noms de lieux de la Commission de toponymie du Québec comporte 293 toponymes utilisant le qualificatif "Croche". Au XIXe siècle, le qualificatif "Croche" a été adopté couramment en baptisant les cours d'eau au fur et à mesure de la colonisation ou de l'exploration des territoires. Au Québec, le nombre élevé d'homonymies « Lac Croche » crée une certaine confusion ; en conséquence, beaucoup de ces toponymes sont remplacés progressivement par des toponymes plus distinctifs.
Le toponyme « Lac Croche » a été inscrit officiellement le 5 décembre 1968 à la Banque des noms de lieux de la Commission de toponymie du Québec.

## Géographie

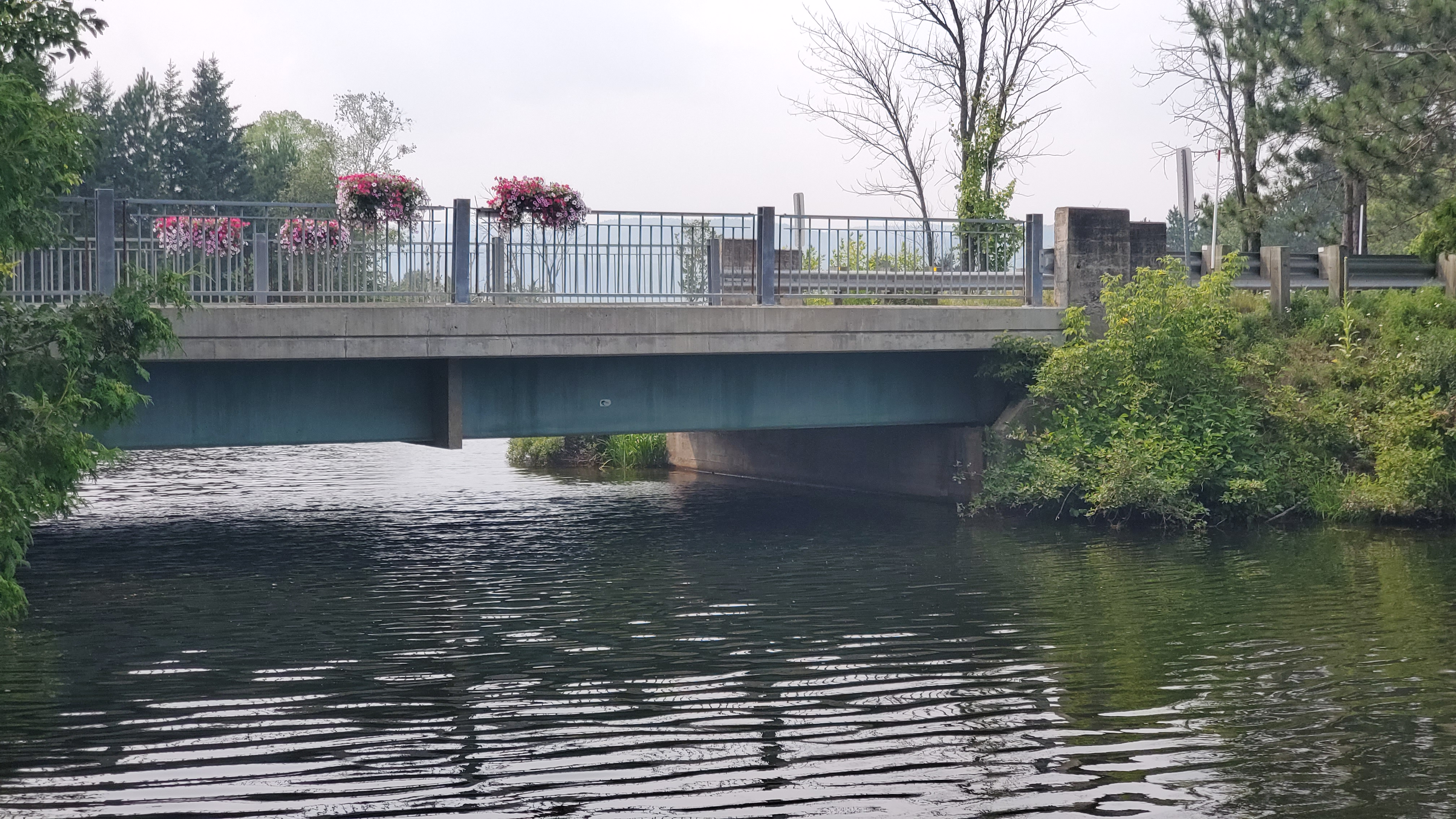
Vue du pont de la rue du Pont, enjambant le lac Croche au village de Sainte-Thècle

Le lac Croche de Sainte-Thècle fait partie d'une série de lacs enlignés dans l'axe nord-sud entre Hervey-Jonction et Saint-Tite : lac en Cœur, lac des tounes, lac Croche, lac des Chicots, lac à peinture, lac Trottier, lac à la Perchaude et l'ancien lac Kapibouska. À cause d'une fracture géologique de l'écorce terrestre, le lac des Chicots et le lac Croche sont situés au pied d'une longue falaise plus ou moins régulière (située du côté Est de cette chaine de lacs).
D'une longueur de 3,9 km (incluant un détroit de 0,4 km entre l'embouchure et la rue Du Pont), la forme du lac Croche de Sainte-Thècle est surtout en longueur. La partie nord du lac (la plus importante en surface) ressemble à un gros concombre légèrement difforme, d'une longueur de 2,4 km et une largeur maximale de 0,32 km. Une passe d'environ 0,53 km en longueur comportant quelques crochets et des baies, relie la partie nord et la partie sud du lac. La connotation « Croche » s'applique davantage à cette passe étroite. La partie sud du lac (d'une longueur de 0,45 km et d'une largeur de 0,35 km) a la forme d'une botte dont le bout pointe vers l'embouchure, du côté ouest. Au centre de cette partie, la municipalité a aménagé une fontaine géante illuminée.
Le lac en cœur (au nord-ouest du village d'Hervey-Jonction) constitue le lac de tête de la rivière en cœur qui descend vers le sud en traversant le lac des Tounes (d'une longueur de 0,2 km). La décharge du lac des tounes (désignée Rivière en cœur) se jette par le nord dans le lac Croche. L'embouchure du lac Croche (située au sud-ouest) se déverse dans la rivière en cœur qui relie la décharge du lac des Chicots à l'endroit où Clément Saint-Amand avait exploité un moulin à scie, au rang Saint-Michel-sud. Cette dernière décharge se déverse dans la rivière des Envies.
Le Parc Saint-Jean Optimiste qui a été aménagé sur la rive sud-est au cœur au village de Sainte-Thècle, est un centre d'attraction populaire pour les résidents et les visiteurs, surtout en été. Il comporte une magnifique plage, des tables de pique-nique, des aires d'activités pour enfants et diverses accommodations pour l'organisation d'événements populaires. La promenade riveraine du lac Croche désignée "Promenade Laurent Naud" qui part de la rue Du pont et se dirige vers le Parc Saint-Jean Optimiste permet de contempler les attraits du lac. L'aménagement de cette promenade avait rétréci un segment de la rue Lacordaire et avait requis une circulation à sens unique,.

## Histoire
La colonisation du territoire de Sainte-Thècle, situé dans la seigneurie de Sainte-Anne-de-la-Pérade, a commencé par le défrichement des lots du rang Saint-Michel qui borde du côté ouest les lacs des Chicots et Croche. Au tout début de la colonisation locale, une première route rudimentaire reliait la route du rang des Pointes de Saint-Tite à ce territoire forestier (situé plus au nord) qui s'ouvrait à la colonisation. Avant la construction de routes et de ponts enjambant les calvettes, les routes de glace sur les lacs aux Chicots et Croche permettaient aux familles de colons de se déplacer en hiver vers Saint-Tite, chef-lieu de la région, ou encore vers les chantiers forestiers, jusqu'au lac du Missionnaire. En été, les colons utilisaient des chalands ou des embarcations légères.
Vers 1915, Jeffrey Veillet a construit le premier chalet de Sainte-Thècle, sur le bord du lac Croche; ce site de chalet a ultérieurement été acquis par Alcide Groleau. Cette bâtisse a été déménagée ultérieurement de l'autre côté du lac, sur la terre de Mme Josaphat Veillette. Vers 1920, Paul Plamondon de la compagnie Veillette Inc a fait construire le second chalet sur les bords du lac Croche, sur une parcelle de terre d'Émile Jobin, soit à l'extrémité nord du lac; ce site a été acquis ultérieurement par la communauté des Sœurs Grises. En 1959, Bruno Béland, Armand Groleau et Richard Béland se construisirent chacun un chalet. Subséquemment, Américus Jobin, Gratien Baril, Alcide Groleau et Lucien Saint-Amand s'y sont construits chacun un chalet.
Cette chaine de lacs est bordée du côté est par le rang Saint-Pierre, qui s'est colonisé rapidement après le rang Saint-Michel et Saint-Joseph.
Le lac Croche a servi notamment pour la flottaison des billots dirigés vers le moulin à scie de Théophile Magnan, puis son fils Napoléon Magnon, construit à l'embouchure du lac Croche, près du barrage,.
Le pont couvert du lac Croche, reliant le rang Saint-Michel-nord et la rue Du Pont, dans le village d'en bas, a été démoli en juillet 1955 pour être remplacé par le pont actuel construit en ciment.
Au plus froid de l'hiver, la glace sur le lac Croche était sciée en cubes au godendart par des hommes pour fin de remplir les glacières des résidents du village ou des rangs. Ils sortaient la glace avec des crochets à glace. Une glacière publique était située au bord du lac, près de la rue Tessier.